# Европско првенство у атлетици на отвореном 1934 — бацање кладива за мушкарце
Такмичење у бацању кладива у мушкој конкуренцији било је једна од 22 дисциплине на 1. Европском првенству у атлетици 1934. у Торинуу одржано је 8. септембра на Стадиону Бенито Мусолини.

## Земље учеснице
Учествовало је 11 такмичара из 7 земаља.
1. Естонија (1)
2. Италија (2)
3. Југославија (1)
4. Немачка (1)
5. Финска (2)
6. Чехословачка (2)
7. Шведска (2)

Због малог броја учесника није било квалификација. Сви пријављени су учествовали у финалу.

## Освајачи медаља
|                     |                          |                      |
| Виле Перхеле Финска | Фернандо Вандели Италија | Гунар Јансон Шведска |

## Резултати

### Финале
| Место | Атлетичар        | Земља        | Резултат | Бел. |
| ----- | ---------------- | ------------ | -------- | ---- |
|       | Виле Перхеле     | Финска       | 50,34    | РЕП  |
|       | Фернандо Вандели | Италија      | 48,69    |      |
|       | Гунар Јансон     | Шведска      | 47.85    |      |
| 4.    | Ossian Skiöld    | Шведска      | 47.42    |      |
| 5.    | Суло Перни       | Финска       | 46,83    |      |
| 6.    | Армандо Пођиоли  | Италија      | 46,7     |      |
| 7.    | Којт Анама       | Естонија     | 45,42    |      |
| 8.    | Рудолф Зегер     | Немачка      | 44,52    |      |
| 9.    | Петар Гоић       | Југославија  | 44,03    |      |
| 10.   | Јарослав Елијас  | Чехословачка | 41,85    |      |
| 11.   | Јарослав Кнотек  | Чехословачка | 39,58    |      |